# Xanthopimpla maculata
Xanthopimpla maculata là một loài tò vò trong họ Ichneumonidae.